# Solieria fenestrata
Solieria fenestrata là một loài ruồi trong họ Tachinidae.